# آمبیوریکس

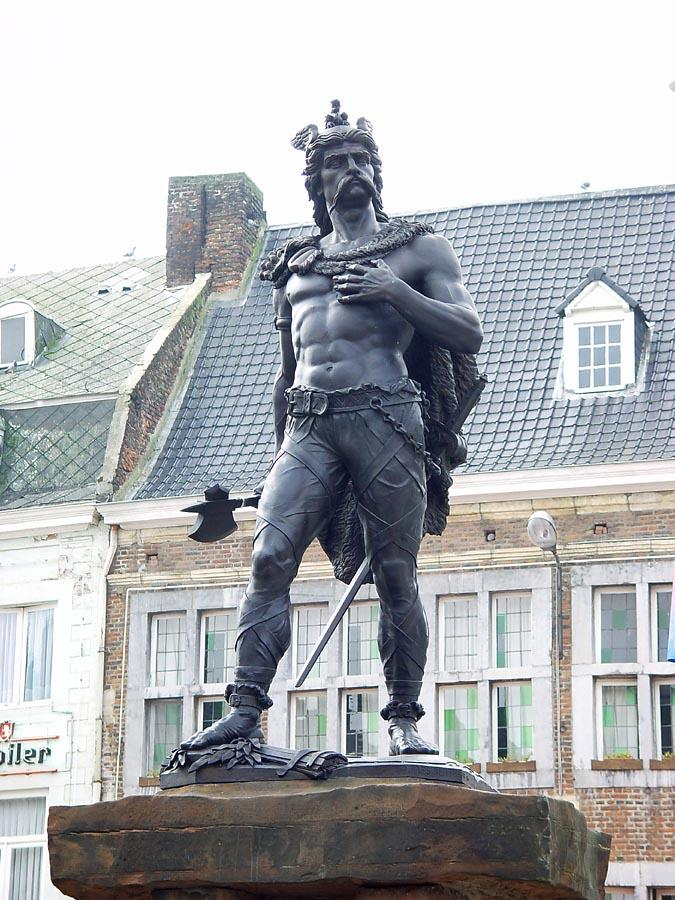
تندیس آمبیوریکس در شهر تونره کشور بلژیک

آمبیوریکس (به انگلیسی: Ambiorix) شاهزاده یکی از قبیله‌های بلژی به نام ابورون‌ها بود. قبیله وی ساکن شمال شرقی سرزمین گل (بلژیک کنونی) بودند.
او در طول جنگ‌های گالی رهبر شورشی بر ضد ژولیوس سزار، پروکنسولِ جمهوری روم، بود. در سده نوزدهم او تبدیل به قهرمان ملی بلژیک گردید.